# Idbäcken
Idbäcken – vattendrag i Norrbottens kustland, Kalix kommun. Längd ca 20 km, flodområde drygt 50 km². I. rinner upp i Idbäcksträsket, ca 1 mil sydväst om Morjärv, och strömmar ganska rakt söderut mot Törefjärden, där den mynnar ca 1 km väster om Töreälven, vid E4:an och landsvägen mot Siknäs.